# Sydney Pollack
Sydney Irwin Pollack (Lafayette, Indiana, 1 de julio de 1934-Los Ángeles, 26 de mayo de 2008) fue un director de cine, productor y actor estadounidense ganador del premio Óscar. Pollack dirigió más de veinte películas y diez programas de televisión, actuó en más de treinta películas o programas, y produjo más de cuarenta y cuatro películas.
Pollack ganó el premio de la Academia al mejor director y la mejor película por su película Out of Africa (1985). También fue nominado a los Óscar al mejor director por They Shoot Horses, Don't They? (1969) y Tootsie (1982). Otras películas notables de Pollack son Las aventuras de Jeremiah Johnson (1972), The Way We Were (1973), Three Days of the Condor (1975), Ausencia de malicia (1981), The Firm (1993) y Sabrina (1995).
Pollack produjo y actuó en Michael Clayton (2007), y produjo numerosas películas como The Fabulous Baker Boys (1989), Sense and Sensibility (1995), The Talented Mr. Ripley (1999), Iris (2001), Cold Mountain (2003) y The Reader (2008). Pollack también actuó en The Player (1992), de Robert Altman; Husbands and Wives (1993), de Woody Allen, y Eyes Wide Shut (1999), de Stanley Kubrick.

## Biografía

### Inicios
Pollack nació en Lafayette, Indiana, en el seno de una familia de inmigrantes judíos ucranianos, hijo de Rebecca Miller y de David Pollack, boxeador semiprofesional y farmacéutico. La familia se trasladó a South Bend, y sus padres se divorciaron cuando él era joven. Su madre, que sufría de alcoholismo y problemas emocionales, murió a la edad de treinta y siete años, cuando Pollack tenía dieciséis.
A pesar de sus planes anteriores de ir a la universidad y luego a la escuela de medicina, Pollack abandonó Indiana y se trasladó a Nueva York poco después de terminar el instituto, a los diecisiete años. Estudió interpretación con Sanford Meisner en la Neighborhood Playhouse School of the Theatre de 1952 a 1954, y estuvo trabajando en un camión maderero entre trimestres.
Fue reclutado para dos años de servicio militar como conductor de camiones en Fort Carson, Colorado, que terminó en 1958. En 1960, John Frankenheimer, amigo suyo, le pidió que fuera a Los Ángeles para trabajar como profesor de diálogos de los niños actores en la primera gran película de Frankenheimer, Los jóvenes salvajes. Fue durante esta época cuando Pollack conoció a Burt Lancaster, quien animó al joven actor a probar con la dirección.
De 1954 a 1960, estudió y enseñó interpretación e intervino en varios montajes de Broadway. De 1960 a 1965, dirigió más de ochenta espectáculos de televisión y ganó varios premios Emmy.[cita requerida]
Tras dirigir programas dramáticos para la televisión, comenzó su carrera en el cine con The Slender Thread, en 1966.[cita requerida]

### Carrera
Después de un irregular comienzo como director de cine, en el que destacan ya obras maestras como El nadador (1968), una crítica implacable del sueño americano, fue nominado al Óscar en 1969 por They Shoot Horses, Don't They?, también premiada en los festivales de Cannes, Bruselas y Belgrado. Realizó varias películas protagonizadas por Robert Redford, entre ellas Las aventuras de Jeremiah Johnson (1972), con la que obtuvo un gran éxito de crítica, que se repetiría en el filme The Way We Were (1973) y en Three Days of the Condor (1975), un thriller de espías. 
En la década de 1980, destacó por Ausencia de malicia (1981), con Paul Newman, y Tootsie (1982), con Dustin Hoffman, película que obtuvo 10 nominaciones al Óscar. En 1985, ganó este galardón por la dirección de Out of Africa, protagonizada por Robert Redford y Meryl Streep, e inspirada en la obra autobiográfica de la escritora danesa Isak Dinesen.[cita requerida]
Otras películas de su filmografía son Yakuza (1974), El jinete eléctrico (1979), Habana (1990), The Firm (1993), Sabrina (1995) y Random Hearts (1999). 
Como actor intervino en un gran número de producciones, como la propia Tootsie, Husbands and Wives (1992, de Woody Allen) o Eyes Wide Shut (1999, de Stanley Kubrick). Participó como estrella invitada en Will & Grace en numerosos capítulos durante casi toda la serie, encarnando al padre de Will.
A lo largo de su carrera, dirigió a 12 actores en interpretaciones nominadas al Oscar: Jane Fonda, Gig Young, Susannah York, Barbra Streisand, Paul Newman, Melinda Dillon, Jessica Lange, Dustin Hoffman, Teri Garr, Meryl Streep, Klaus Maria Brandauer y Holly Hunter. Young y Lange ganaron Oscars por sus interpretaciones en las películas de Pollack.
Forma parte de un selecto grupo de no actores o ex actores premiados como miembros del Actors Studio. Volvió a actuar en la década de 1990 con apariciones en películas como The Player (1992), de Robert Altman, y Eyes Wide Shut (1999), de Stanley Kubrick, interpretando a menudo a figuras corruptas del poder o con conflictos morales. Como actor de carácter, apareció en películas como A Civil Action y Changing Lanes, así como en las suyas propias, como Random Hearts y La intérprete (esta última fue también su última película no documental como director). También apareció en Maridos y mujeres], de Woody Allen, como un abogado neoyorquino que atraviesa una crisis de mediana edad, y en Death Becomes Her, de Robert Zemeckis, como un médico de urgencias. Su último papel fue como el padre de Patrick Dempsey en la comedia romántica de 2008 Made of Honor', que se estaba proyectando en los cines en el momento de su muerte. Fue una estrella invitada recurrente en la sitcom de NBC Will & Grace, interpretando al infiel pero cariñoso padre de Will Truman (Eric McCormack), George. Además de sus anteriores apariciones en Just Shoot Me] y Mad About You] de la NBC, en 2007, apareció como invitado en las series de televisión de la HBO Los Soprano y Entourage.
Pollack recibió el primer premio anual a la Contribución Extraordinaria al Cine del Festival de Cine de Austin el 21 de octubre de 2006. Como productor, ayudó a dirigir muchas películas que tuvieron éxito tanto entre la crítica como entre el público, como Los fabulosos Baker Boys, The Talented Mr. Ripley, y Michael Clayton, película que también protagonizó junto a George Clooney y por la que recibió su sexta nominación al Oscar, en la categoría de Mejor Película. Creó una productora llamada Mirage Enterprises con el director inglés Anthony Minghella. La última película que produjeron juntos, El lector, les valió a ambos sendas nominaciones póstumas al Oscar a la Mejor Película. Además de sus numerosos laureles en largometrajes, Pollack fue nominado a cinco Primetime Emmys, obteniendo dos: uno por la dirección en 1966 y otro por la producción, que le fue concedido cuatro meses después de su muerte en 2008.
La colección de imágenes en movimiento de Sydney Pollack se encuentra en el Archivo Cinematográfico de la Academia.

## Influencias
En la edición de 2002 de Sight & Sound Directors' Poll, Pollack reveló sus diez películas favoritas:
- La gran ilusión (1937)
- Ciudadano Kane (1941)
- Casablanca (1943)
- Sunset Boulevard (1950)
- El séptimo sello (1957)
- El gatopardo (1963)
- El conformista (1970)
- El Padrino II (1974)
- Toro salvaje (1980)
- Érase una vez en América (1984)

## Vida personal y muerte
Pollack estuvo casado con Claire Bradley Griswold, una antigua alumna suya, desde 1958 hasta su muerte en 2008. Tuvieron tres hijos: Steven (1959-1993), Rebecca (nacida en 1963) y Rachel (nacida en 1969). En noviembre de 1993, Steven murió a la edad de 34 años en el accidente de un pequeño avión monomotor que chocó contra un cable de alta tensión y estalló en llamas en Santa Mónica, California. Claire Griswold falleció el 28 de marzo de 2011, a los 74 años, a causa de la enfermedad de Parkinson.[cita requerida]
Las preocupaciones sobre la salud de Pollack surgieron en 2007, cuando se retiró de la dirección de la película para televisión de HBO Recount, que se emitió el 25 de mayo de 2008. Murió de cáncer al día siguiente en su casa del barrio de Pacific Palisades de Los Ángeles, a la edad de 73 años. Se le había diagnosticado unos diez meses antes de su muerte; el tipo de cáncer se ha citado en varias ocasiones como pancreático, cancer de estómago, o de origen primario desconocido.

## Filmografía selecta
- The Slender Thread (1965), director
- Propiedad condenada (1966), director
- El nadador (1968), codirector
- The Scalphunters (1968), director
- They Shoot Horses, Don't They? (1969), director/guionista/productor
- Castle Keep (1969), director
- Las aventuras de Jeremiah Johnson (1972), director
- The Way We Were (1973), director
- Yakuza (1975), director/productor
- Los tres días del cóndor (1975), director
- Bobby Deerfield (1977), director/productor
- El jinete eléctrico (1979), director/actor
- Ausencia de malicia (1981), director/productor
- Tootsie (1982), director/productor/actor
- Out of Africa (1985), director/productor
- The Fabulous Baker Boys (1989), productor ejecutivo
- Habana (1990), director/coproductor
- Husbands and Wives (1992), actor
- Death Becomes Her (1992), actor
- The Firm (1993), director/productor
- Sabrina (1995), director/productor
- Sense and Sensibility (1995), productor ejecutivo
- Sliding Doors (1998), productor
- The Talented Mr. Ripley (1999), productor
- Eyes Wide Shut (1999). actor
- A Civil Action (1999), actor
- Random Hearts (1999), director
- Iris (2001), productor ejecutivo
- The Quiet American (2002), productor ejecutivo
- Cold Mountain (2003). productor
- La intérprete (2005), director, productor ejecutivo y actor
- Apuntes de Frank Gehry (documental, 2005), director
- Michael Clayton (2007), productor ejecutivo y actor
- The Reader (2008), coproductor
- Made of Honor (2008), actor

## Premios y distinciones
Premios Óscar
| Año  | Categoría      | Película                       | Resultado |
| ---- | -------------- | ------------------------------ | --------- |
| 1969 | Mejor director | They Shoot Horses, Don't They? | Nominado  |
| 1983 | Mejor película | Tootsie                        | Nominado  |
| 1983 | Mejor director | Tootsie                        | Nominado  |
| 1986 | Mejor película | Out of África                  | Ganador   |
| 1986 | Mejor director | Out of África                  | Ganador   |
| 2008 | Mejor película | Michael Clayton                | Nominado  |
| 2009 | Mejor película | The Reader                     | Nominado  |